# 班德爾馬

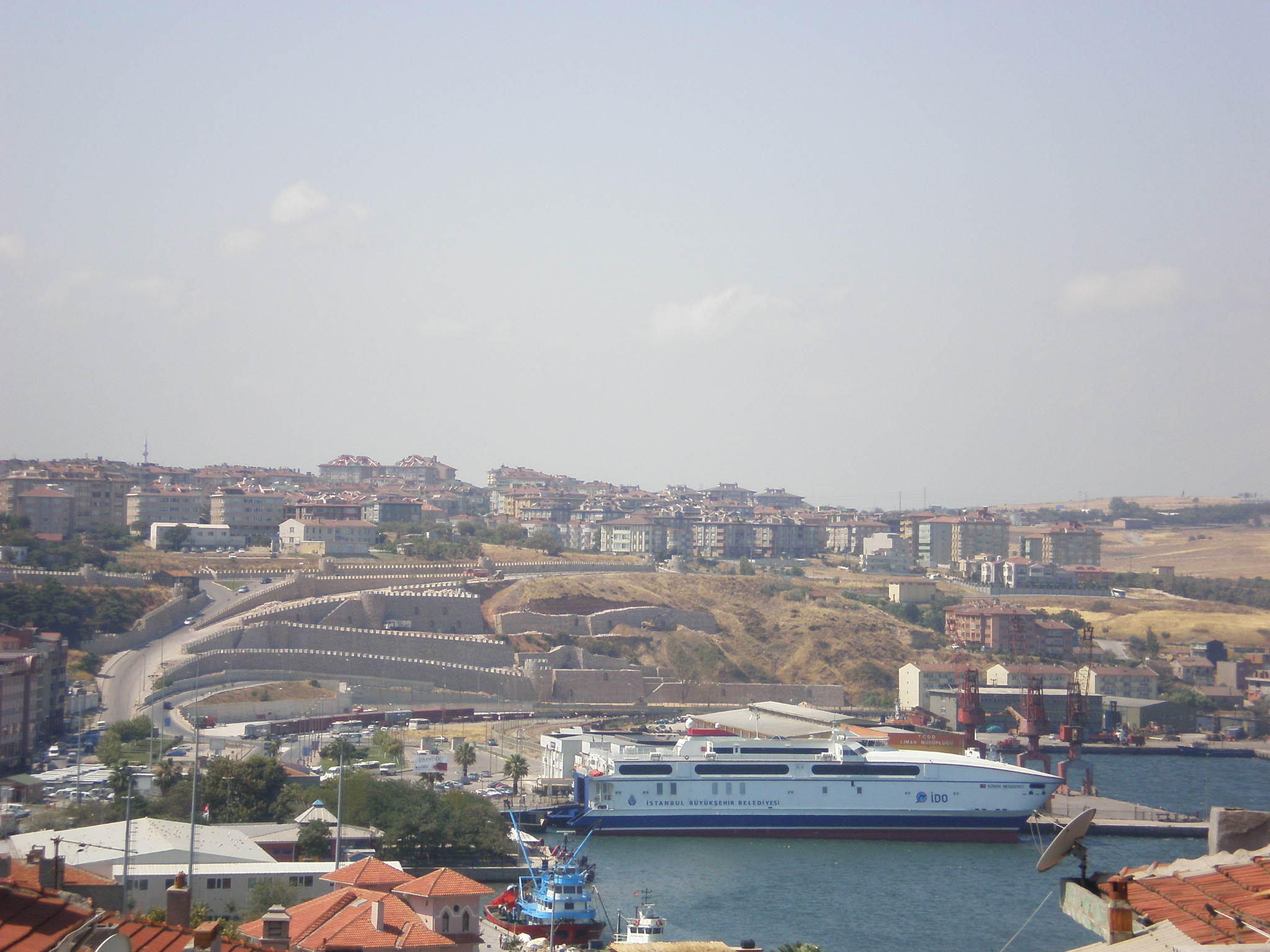

班德爾馬（土耳其語：Bandırma，希腊语称帕诺尔摩斯 Πάνορμος）是土耳其的城市，由巴勒克埃西爾省負責管轄，位於該國西北部，距離首府巴勒克埃西爾90公里，面積690平方公里，海拔高度1,764米，2008年人口111,494。
该城附近有著名城市基齐库斯的遗址。

## 外部連結
- Official City Website